# Maiores públicos do Sport Club do Recife

## Maiores públicos em jogos doSport Club do Recife
- Públicos pagantes, jogos em Pernambuco, acima de 50.000.[1]

1. Náutico 0–2 Sport, 80.203, 15 de março de 1998, Campeonato Pernambucano, Arruda (recorde estadual entre clubes).
2. Santa Cruz 1–1 Sport, 76.682, 21 de fevereiro de 1999, Campeonato Pernambucano,  Arruda.
3. Santa Cruz 2–0 Sport, 74.280, 18 de julho de 1993, Campeonato Pernambucano, Arruda.
4. Santa Cruz 1–2 Sport, 72.635, 3 de maio de 1998, Campeonato Pernambucano, Arruda.
5. Santa Cruz 1–1 Sport, 71.197, 21 de fevereiro de 1999, Campeonato Pernambucano, Arruda.
6. Santa Cruz 0–1 Sport, 67.421, 20 de maio de 1990, Campeonato Pernambucano, Arruda.
7. Santa Cruz 0–0 Sport, 61.449, 11 de julho de 1993, Campeonato Pernambucano,  Arruda.
8. Santa Cruz 0–1 Sport, 58.860, 27 de maio de 1990, Campeonato Pernambucano, Arruda.
9. Sport 2–0 Porto,  56.875, 7 de junho de 1998, Campeonato Pernambucano, Ilha do Retiro (recorde).
10. Santa Cruz 0–1 Sport, 54.798, 15 de maio de 2011, Campeonato Pernambucano, Arruda.
11. Santa Cruz 0–1 Sport, 54.742, 16 de maio de 1999, Campeonato Pernambucano, Arruda.
12. Santa Cruz 1–1 Sport, 54.510, 19 de maio de 1999, Campeonato Pernambucano, Arruda.
13. Sport 0–2 Corinthians-SP, 53.033, 12 de setembro de 1998, Campeonato Brasileiro, Ilha do Retiro.
14. Santa Cruz 0–0 Sport, 51.192, 3 de dezembro de 1983, Campeonato Pernambucano, Arruda.
15. Santa Cruz 2–3 Sport, 50.126, 14 de maio de 2000, Campeonato Pernambucano, Arruda.
16. Sport 4–1 Santa Cruz, 50.106, 29 de março de 1998, Campeonato Pernambucano, Ilha do Retiro.

## Maiores públicos do Sport naIlha do Retiro
- Nome oficial: Estádio Adelmar da Costa Carvalho, públicos acima de 40.000.[2][3]

1. Sport 2–0 Porto, 56.875, 7 de junho de 1998, Campeonato Pernambucano (recorde).
2. Sport 0–2 Corinthians-SP, 53.033, 12 de setembro de 1998, Campeonato Brasileiro Série A.
3. Sport 4–1 Santa Cruz, 50.106, 29 de março de 1998, Campeonato Pernambucano.
4. Sport 1–1 Cruzeiro-MG, 48.564, 27 de setembro de 1998, Campeonato Brasileiro Série A.
5. Sport 5–0 Grêmio-RS, 48.328, 20 de setembro de 1998, Campeonato Brasileiro Série A.
6. Sport 1–1 Grêmio-RS, 46.018, 3 de dezembro de 2000, Campeonato Brasileiro Série A.
7. Sport 3–0 Náutico, 45.697, 15 de dezembro de 1991, Campeonato Pernambucano.
8. Sport 2–1 Botafogo-RJ, 45.399, 24 de outubro de 1998, Campeonato Brasileiro Série A.
9. Sport 1–0 São Paulo-SP, 45.151, 16 de agosto de 1998, Campeonato Brasileiro Série A.
10. Sport 2–0 Santa Cruz, 44.346, 31 de julho de 1988, Campeonato Pernambucano.
11. Sport 4–1 Paraná-PR, 44.386, 30 de agosto de 1998, Campeonato Brasileiro Série A.
12. Sport 2–0 Santa Cruz, 43.706, 31 de maio de 1998, Campeonato Pernambucano.
13. Sport 1–1 Santa Cruz, 43.431, 7 de maio de 1989, Campeonato Pernambucano.
14. Sport 2–1 Guarani-SP, 42.729, 12 de novembro de 1998, Campeonato Brasileiro Série A.
15. Sport 1–0 Bragantino-SP, 42.305, 16 de setembro de 1998, Campeonato Brasileiro Série A.
16. Sport 1–2 Santa Cruz, 41.947, 13 de outubro de 1985, Campeonato Pernambucano.
17. Sport 1–0 Náutico, 40.419, 13 de dezembro de 1992, Campeonato Pernambucano.

## NaArena Pernambuco
1. Sport 0–2 Palmeiras-SP, 42.025, 23 de julho de 2017, Campeonato Brasileiro.[4][5]
2. Sport 2–0 São Paulo-SP, 41.994, 19 de julho de 2015, Campeonato Brasileiro.
3. Sport 2–2 Flamengo-RJ,37.615, 9 de novembro de 2014, Campeonato Brasileiro.
4. Sport 2–2 Palmeiras-SP, 35.163, 12 de julho de 2015, Campeonato Brasileiro.
5. Sport 0–1 Flamengo-RJ, 34.939, 30 de agosto de 2015, Campeonato Brasileiro.
6. Sport 1–0 São Paulo-SP, 34.496, 19 de julho de 2015, Campeonato Brasileiro.
7. Sport 2–2 Fluminense-RJ, 30.165, 23 de novembro de 2014, Campeonato Brasileiro.
8. Sport 1–1 Corinthians-SP, 28.942, 20 de maio de 2018, Campeonato Brasileiro.
9. Sport 0-0 Cruzeiro-MG, 28.019, 2 de agosto de 2015, Campeonato Brasileiro.
10. Sport 3–0 Chapecoense-SC, 25.861, 13 de julho de 2017, Campeonato Brasileiro.

## NoEstádio dos Aflitos
- Nome oficial: Estádio Eládio de Barros Carvalho.

1. Náutico 1–0 Sport, 31.065, 21 de julho de 1968, Campeonato Pernambucano.[1]
2. Náutico 0–1 Sport, 21.121, 21 de abril de 2001, Campeonato Pernambucano.
3. Náutico 1–0 Sport, 20.100, 2 de dezembro de 2012, Campeonato Brasileiro Série A.

## No Estádio Luiz José de Lacerda
1. Sport 0–1 Santa Cruz, 19.338, 30 de novembro de 1983, Campeonato Pernambucano.[6]
2. Central 0–2 Sport, 12.905, 13 de setembro de 1981, Campeonato Pernambucano.

## NoEstádio Cornélio de Barros
1. Salgueiro 2–0 Sport, 9.044, 1 de fevereiro de 2012, Campeonato Pernambucano (recorde).[7]

## Evolução da capacidade da Ilha do Retiro
- 1950: 20.000 (após obras para a Copa do Mundo).[8]
- 1960: 36.000 (+16.000), ampliação da cadeira central e da arquibancada.
- 1984: 45.000 (+9.000), construção das gerais e a ampliação da cadeira central.
- 1998: 50.000 (+5.000), construção da “curva especial”.
- 2001: 45.000 (-5.000**).
- 2005: 32.500 (-12.500**).
- 2006: 30.520 (-1.980**).
- 2007: 34.500 (+3.980), construção da “curva da ampliação”.
- 2012: 34.200 (-300**).
- 2013: 32.983 (-1.217**).
- 2017: 30.000 (-2.983**), em vigor. 
  - Reduções por medida de segurança seguindo orientação dos Corpo de Bombeiros.